# Stellaria aristata
Stellaria aristata är en nejlikväxtart som beskrevs av Nicolas Charles Seringe. Stellaria aristata ingår i släktet stjärnblommor, och familjen nejlikväxter. Inga underarter finns listade i Catalogue of Life.